# Erytrodermie
Erytrodermie is roodheid van de huid over vrijwel het gehele lichaam. Het is dus een uitgebreide vorm van diffuus erytheem. Meestal is er dan ook schilfering aanwezig. Handpalmen en voetzolen vertonen meestal overmatige eeltvorming (hyperkeratose). Nagels worden vaak dik en brokkelig (dystrofische nagels). Als een patiënt bijna helemaal rood is (ca. 90%), wordt er gesproken van suberytrodermie.
Omdat een patiënt door de uitgebreidheid van de ontsteking veel vocht en warmte verliest, kan hij onderkoeld en uitgedroogd raken.

## Oorzaken
Erytrodermie kan verschillende oorzaken hebben, zoals
- eczeem
- psoriasis
- pityriasis rubra pilaris
- actinisch reticuloïd
- Vormen van cutaan lymfoom (lymfoom in de huid), bijvoorbeeld het syndroom van Sezary.